# Étienne Wenger
Étienne Charles Wenger (nacido en 1952) es un teórico y profesional de la educación suizo, conocido por su formulación (con Jean Lave ) de la teoría de la cognición situada y su trabajo más reciente en el campo de las comunidades de práctica .
Habiendo crecido en la parte de habla francesa de Suiza, Wenger consiguió un grado en Informática de la Universidad de Geneva, Suiza, en 1982. Luego estudió en la Universidad de California, Irvine, en los Estados Unidos, obteniendo un máster en Información e Informática en 1984 y un doctorado en la misma área en 1990. Actualmente vive en California, Estados Unidos.
Wenger inicialmente se topó con el concepto de comunidades de practicar cuándo  fue invitado por John Seely Brown a formar parte del Institute for Research of Learninc.  Allí Wenger trabajó con el antropólogo Jean Lave, observando aprendizajes entre sastres tradicionales de África.  A través del estudio de estos casos Wenger y Lave concluyeron que la mayoría del aprendizaje no tiene lugar con el maestro,  tiene lugar entre los aprendices.
Wenger sostiene que el aprendizaje es un proceso inherentemente social y que por lo tanto no puede ser desvinculado del contexto social en el que toma lugar.  Entre sus intereses actuales están las comunidades  de práctica para certificar y auditar la educación.
Fue una de las primeras personas en observar y estudiar comunidades de práctica, el trabajo de Etienne Wenger está aplicado en varios campos.
Según Wenger, "las comunidades de práctica son grupos de personas quiénes comparten una preocupación o una pasión por algo que hacen y que aprenden a hacerlo mejor cuando  interactúan regularmente."
Wenger ganó un Ph.D. en inteligencia artificial, y trabajo con el Institute for Research on Learning para ayudar a aplicar su concepto de comunidades de practicar a la educación. Es frecuentemente convocado a hablar y moderar talleres centrados en sus hallazgos.
Hasta hoy ha publicado cinco libros (ve sección de Bibliografía abajo).
Fue pionero de la práctica de investigación que conecta el aprendizaje con los aspectos tecnológicos y sociales de las comunidades.
Actualmente, Wenger está trabajando en "Aprendiendo para un Planeta Pequeño." Esta búsqueda está centrada en cómo los estudiantes aprenden en el siglo XXI, y cómo la integración de tecnología está afectando educación. La búsqueda también esta enfocada en los varios dominios del aprendizaje: "educación, negocio, y sociedad" y en cómo no es cada uno por separado, sino la síntesis de ellos lo que posibilita el aprendizaje eficaz. También continúa en la discusión sobre la identidad de un estudiante y estudia cómo uno tiene que participar en varios grupos para ser capacez de formar una identidad completa y aprender exitosamente.

## Publicaciones seleccionadas
- Wenger, Etienne (1987). Artificial Intelligence and Tutoring Systems: Computational and Cognitive Approaches to the Communication of Knowledge. Morgan Kaufmann Press. ISBN 978-0-934-61326-2.
- Lave, Jean; Wenger, Etienne (1991). Situated Learning: Legitimate Peripheral Participation. Cambridge: Cambridge University Press. ISBN 0-521-42374-0.
- Wenger, Etienne (1998). Communities of Practice: Learning, Meaning, and Identity. Cambridge: Cambridge University Press. ISBN 978-0-521-66363-2.
- Wenger, Etienne; McDermott, Richard; Snyder, William M. (2002). Cultivating Communities of Practice (Hardcover). Harvard Business Press; 1 edition. ISBN 978-1-57851-330-7.
- Wenger, Etienne (2009). Digital Habitats. Portland: CPsquare. ISBN 978-0-521-66363-2.